# Ozerțe, Kiverți
Ozerțe (în ucraineană Озерце) este localitatea de reședință a comunei Ozerțe din raionul Kiverți, regiunea Volînia, Ucraina.

## Demografie
Componența lingvistică a localității Ozerțe
     Ucraineană (98,56%)
     Rusă (1,2%)
     Alte limbi (0,24%)
Conform recensământului din 2001, majoritatea populației localității Ozerțe era vorbitoare de ucraineană (98,56%), existând în minoritate și vorbitori de rusă (1,2%).